# Cole Hamels
Colbert Michael Hamels (San Diego, 27 dicembre 1983) è un giocatore di baseball statunitense.

## Carriera

### Minor League
Hamels iniziò la sua carriera professionistica nel 2003, dopo essere stato selezionato nel primo turno, come 17ª scelta assoluta del Draft MLB 2002, dai Philadelphia Phillies. Cominciò come lanciatore in classe A delle minor league con i Lakewood BlueClaws. Durante la stagione fu promosso in classe A-Advanced nei Clearwater Threshers. Alla fine dell'anno ricevette il Paul Owens Award, assegnato al miglior lanciatore delle minor league dei Phillies.
Durante le due stagioni successive Hamels subì diversi infortuni, apparendo sporadicamente in campo. Nel 2006, ristabilitosi, ottenne risultati di rilievo che gli valsero nel corso della stagione la promozione in Major League nel club di Philadelphia.

### Major League

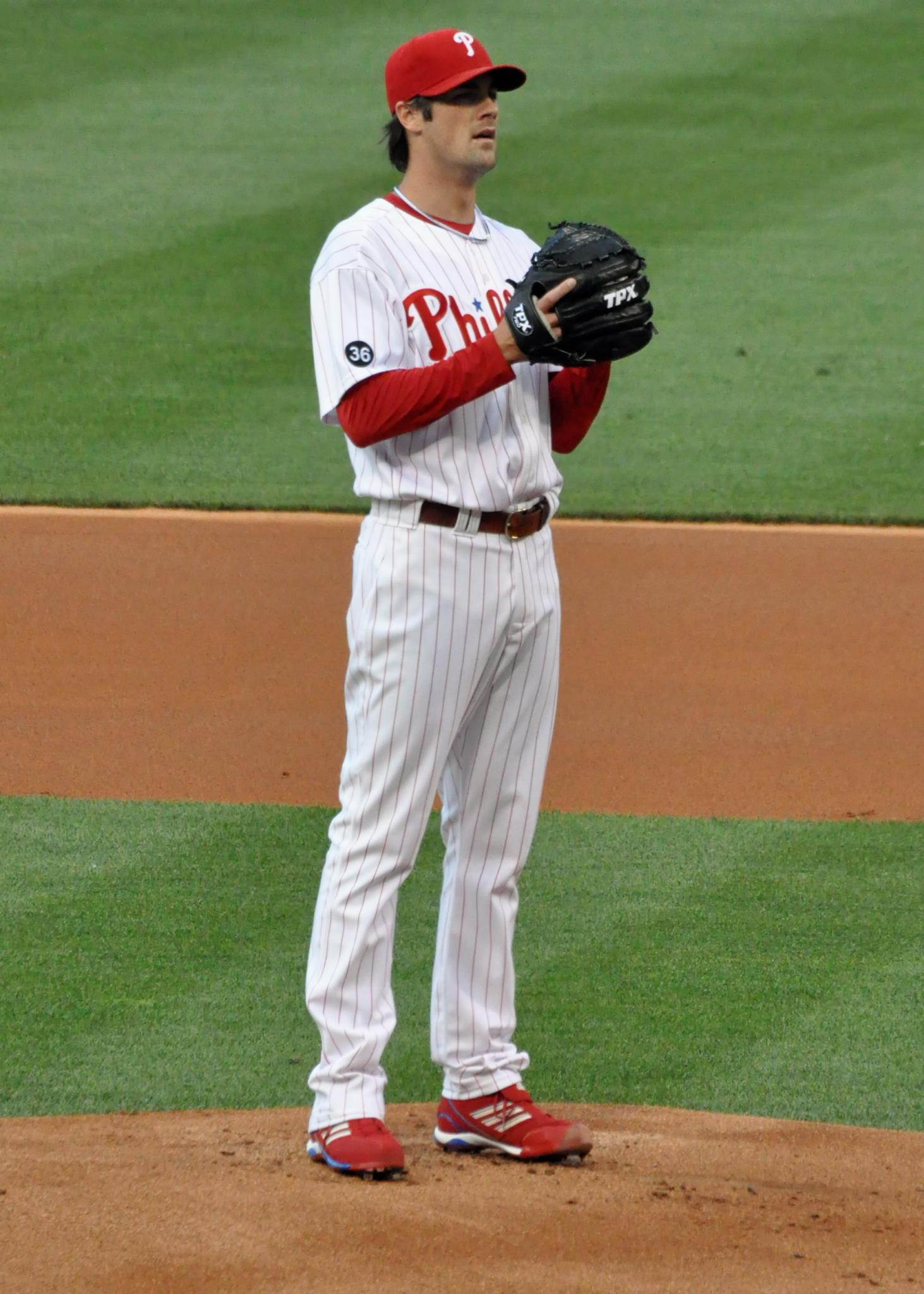
Hamels con i Phillies nel 2010

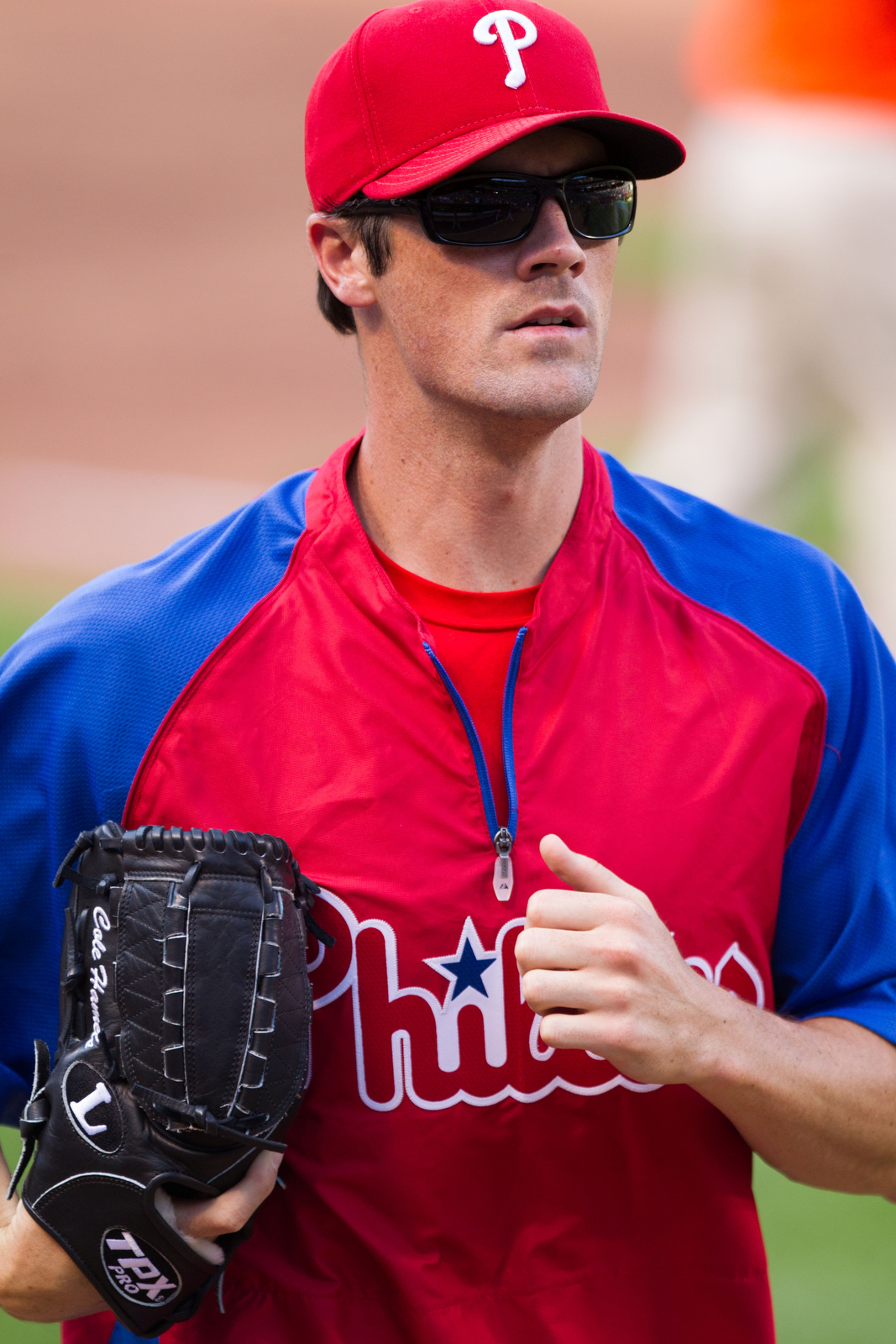
Cole Hamels nel 2012

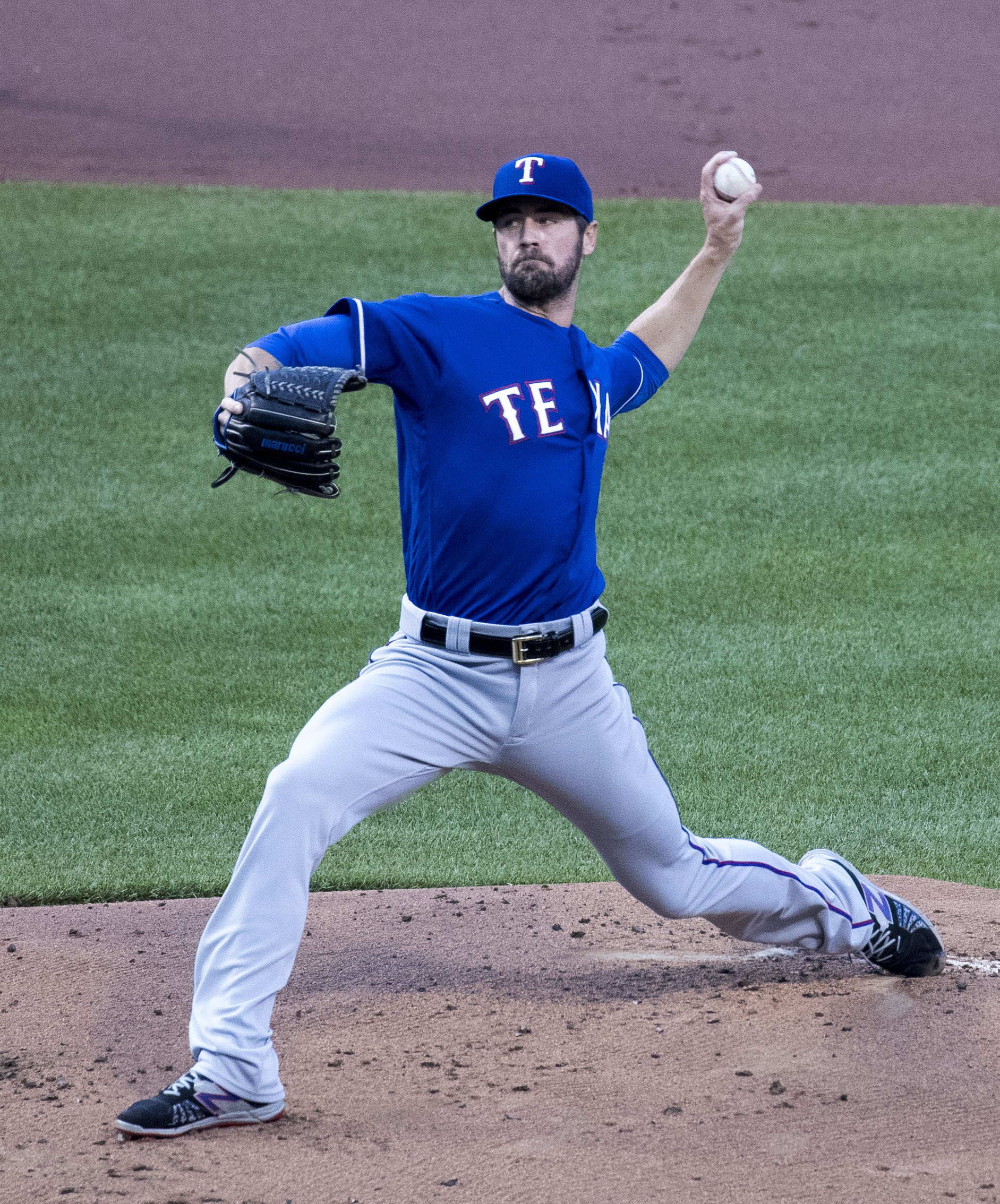
Hamels nel 2016

Hamels debuttò in MLB il 12 maggio 2006, al Great American Ball Park di Cincinnati contro i Cincinnati Reds. Nel 2007 venne convocato per la prima volta all'All-Star Game.
Nel 2008, Hamels vinse la World Series contro i Tampa Bay Rays conquistando il suo primo anello di carriera, venendo inoltre nominato MVP della serie dopo avere ottenuto la vittoria in gara 1.
Nelle stagioni 2011 e 2012, Hamels ottenne altre due convocazioni per giocare gli All-Star Game con la selezione della National League.
Il 31 luglio 2015, i Phillies scambiarono Hamels e Jake Diekman con i Texas Rangers, in cambio dei giocatori Matt Harrison, Nick Williams, Jorge Alfaro, Jake Thompson, Alec Asher e Jerad Eickhoff. Nell'ultima gara come partente prima dello scambio, Hamels aveva lanciato il primo no-hitter in carriera contro i Chicago Cubs. L'anno seguente per la quarta volta fu selezionato per l'All-Star Game, per la prima volta nella formazione dell'American League.
Il 27 luglio 2018, i Rangers scambiarono Hamels con i Chicago Cubs in cambio di Eddie Butler, il giocatore di minor league Rollie Lacy e un giocatore da nominare in seguito. Lo scambio venne concluso il 14 agosto, con l'invio del giocatore di minor league Alexander Ovalles. Divenne free agent al termine della stagione 2019.
Il 4 dicembre 2019, Hamels firmò un contratto di un anno per 18 milioni di dollari, con gli Atlanta Braves.
 Apparve in una sola partita durante la stagione e divenne free agent il 28 ottobre 2020, a stagione conclusa.
Il 4 agosto 2021, Hamels firmò un contratto annuale con i Los Angeles Dodgers del valore di 1 milione di dollari per il resto della stagione 2021, più un bonus di 200.000 dollari per ogni partita disputata da lanciatore partente nella MLB. Il 16 agosto venne inserito nella lista degli infortunati per sessanta giorni a causa di problemi alla spalla sinistra. Divenne free agent a fine stagione, senza aver disputato nessuna partita.

## Palmarès

### Club
- World Series: 1

Philadelphia Phillies: 2008

### Individuale
- MVP delle World Series: 1

2008
- MVP della National League Championship Series: 1

2008
- MLB All-Star: 4

2007, 2011, 2012, 2016
- Giocatore del mese della National League: 1

agosto 2018
- Giocatore della settimana della NL: 2

19 agosto 2012, 26 luglio 2015